# Miniac-Morvan

Miniac-Morvan este o comună în departamentul Ille-et-Vilaine, Franța. În 1 ianuarie 2022 avea o populație de 4.379 de locuitori.